# Ascoparia
Genre
Ascoparia est un genre de némertodermatides de la famille des Ascopariidae, des vers marins microscopiques.

## Liste des espèces
Selon World Register of Marine Species (5 janvier 2016) :
- Ascoparia neglecta Sterrer, 1998
- Ascoparia secunda Sterrer, 1998

## Publication originale
- Sterrer, 1998 : New and known Nemertodermatida (Playthelminthes-Acoelomorpha) a revision. Belgian Journal of Zoology, vol. 128, p. 55-92.